# Atletica leggera ai Giochi della XXV Olimpiade - 110 metri ostacoli

Video delle Semifinali

Video della Finale

I 110 metri ostacoli hanno fatto parte del programma maschile di atletica leggera ai Giochi della XXV Olimpiade. La competizione si è svolta nei giorni 2-3 agosto 1992 allo Stadio del Montjuic di Barcellona.

## Presenze ed assenze dei campioni in carica
| Competizione         | Atleta            | Prestazione | Barcellona 1992 |
| -------------------- | ----------------- | ----------- | --------------- |
| Olimpiadi 1988       | Roger Kingdom     | 12”98       | 8º ai Trials    |
| Commonwealth 1990    | Colin Jackson     | 13”08       | Presente        |
| Goodwill Games 1990  | Roger Kingdom     | 13”47       | 8º ai Trials    |
| Europei 1990         | Colin Jackson     | 13”18       | Presente        |
| Asiatici 1990        | Yu Zhicheng       | 13”82 =     | Non selez.      |
| Panamericani 1991    | Cletus Clark      | 13”71       | Non qual.       |
| Mondiali 1991        | Greg Foster       | 13”06       | 4º ai Trials    |
|                      |                   |             |                 |
| Mondiali junior 1988 | Reinaldo Quintero | 13”71       | Non selez.      |

1. ↑  Sotto la bandiera della Gran Bretagna.
2. ↑  L'altezza degli ostacoli è 99 cm.

## Risultati

### Turni eliminatori
| 5 Batterie         | 2 agosto | 39 partenti   | Si qualificano i primi 4 + i 4 migliori tempi. |
| 3 Quarti di finale | 2 agosto | 8 + 8 + 8     | Si qualificano i primi 4 + i 4 migliori tempi. |
| 2 Semifinali       | 3 agosto | 8 + 8         | Si qualificano i primi 4.                      |
| Finale             | 3 agosto | 8 concorrenti |                                                |

### Finale
| Primatista mondiale   | 12"92 1989       | Roger Kingdom | 8º ai Trials |
| Primatista stagionale | 13"06, 10 luglio | Colin Jackson | Presente     |

Gli americani devono fronteggiare la concorrenza dei britannici e del canadese McKoy. In batteria Colin Jackson ferma i cronometri su 13"10. Rimarrà il miglior tempo della competizione.

I migliori passano i primi due turni e si ritrovano in semifinale. Tra loro c'è anche Laurent Ottoz. La prima serie è vinta da Jack Pierce con 13"21; la seconda da Mark McKoy con 13"12. Ottoz è solo settimo. Il terzo degli americani, Blake, è squalificato.

In finale esce meglio di tutti dai blocchi McKoy, che guadagna centimetro su centimetro grazie ad un fluido passaggio degli ostacoli. Vince di un metro sui due americani.
| Pos | Paese       | Atleta      | Tempo |
| --- | ----------- | ----------- | ----- |
|     | Canada      | Mark McKoy  | 13"12 |
|     | Stati Uniti | Tony Dees   | 13"24 |
|     | Stati Uniti | Jack Pierce | 13"26 |